# Natação artística no Campeonato Mundial de Esportes Aquáticos de 2019 - Rotina técnica dueto
A prova da rotina técnica dueto é um dos eventos da natação artística do Campeonato Mundial de Esportes Aquáticos de 2019 que foi realizada entre os dias 12 de julho e 14 de julho, em Gwangju, na Coreia do Sul. 

## Calendário
Horário local (UTC+9). 
| Fase          | Data        | Hora  |
| ------------- | ----------- | ----- |
| Eliminatórias | 12 de julho | 16:00 |
| Final         | 14 de julho | 19:00 |

## Medalhistas
| Ouro                                                 | Prata                              | Bronze                                       |
| Rússia · Svetlana Kolesnichenko · Svetlana Romashina | China · Huang Xuechen · Sun Wenyan | Ucrânia · Marta Fiedina · Anastasiya Savchuk |

## Resultados
| Pos.              | Nacionalidade  | Nadadoras                                    | Eliminatória | Eliminatória | Final         | Final         |
| Pos.              | Nacionalidade  | Nadadoras                                    | Pontos       | Pos.         | Pontos        | Pos.          |
| ----------------- | -------------- | -------------------------------------------- | ------------ | ------------ | ------------- | ------------- |
| Medalha de ouro   | Rússia         | Svetlana Kolesnichenko Svetlana Romashina    | 95.9501      | 1            | 95.9010       | 1             |
| Medalha de prata  | China          | Huang Xuechen Sun Wenyan                     | 93.4148      | 2            | 94.0072       | 2             |
| Medalha de bronze | Ucrânia        | Marta Fiedina Anastasiya Savchuk             | 92.0610      | 3            | 92.5847       | 3             |
| 4                 | Japão          | Yukiko Inui Megumu Yoshida                   | 91.9210      | 4            | 92.1116       | 4             |
| 5                 | Itália         | Linda Cerruti Costanza Ferro                 | 88.6622      | 5            | 90.1743       | 5             |
| 6                 | Canadá         | Claudia Holzner Jacqueline Simoneau          | 87.7412      | 6            | 88.8659       | 6             |
| 7                 | Espanha        | Paula Ramírez Sara Saldaña                   | 87.4027      | 7            | 87.2960       | 7             |
| 8                 | Áustria        | Anna-Maria Alexandri Eirini-Marina Alexandri | 86.1410      | 8            | 87.0378       | 8             |
| 9                 | Grécia         | Evangelia Papazoglou Evangelia Platanioti    | 85.6252      | 10           | 86.4975       | 9             |
| 10                | França         | Charlotte Tremble Laura Tremble              | 85.7983      | 9            | 86.2420       | 10            |
| 11                | México         | Nuria Diosdado Joana Jiménez                 | 84.5751      | 11           | 84.9938       | 11            |
| 12                | Estados Unidos | Anita Alvarez Ruby Remati                    | 84.4615      | 12           | 84.0190       | 12            |
| 13                | Países Baixos  | Bregje de Brouwer Noortje de Brouwer         | 83.8188      | 13           | Não avançaram | Não avançaram |
| 14                | Reino Unido    | Kate Shortman Isabelle Thorpe                | 83.5904      | 14           | Não avançaram | Não avançaram |
| 15                | Cazaquistão    | Alexandra Nemich Yekaterina Nemich           | 82.4232      | 15           | Não avançaram | Não avançaram |
| 16                | Bielorrússia   | Vasilina Khandoshka Valeryia Valasach        | 81.8044      | 16           | Não avançaram | Não avançaram |
| 17                | Brasil         | Luisa Borges Maria Coutinho                  | 81.0395      | 17           | Não avançaram | Não avançaram |
| 18                | Suíça          | Vivienne Koch Noemi Peschl                   | 80.8136      | 18           | Não avançaram | Não avançaram |
| 19                | Israel         | Eden Blecher Shelly Bobritsky                | 80.3788      | 19           | Não avançaram | Não avançaram |
| 20                | Alemanha       | Marlene Bojer Daniela Reinhardt              | 79.8807      | 20           | Não avançaram | Não avançaram |
| 21                | Colômbia       | Estefanía Álvarez Mónica Arango              | 79.1640      | 21           | Não avançaram | Não avançaram |
| 22                | Liechtenstein  | Lara Mechnig Marluce Schierscher             | 78.1800      | 22           | Não avançaram | Não avançaram |
| 23                | Uzbequistão    | Anna Eltisheva Anastasiya Morozova           | 77.6988      | 23           | Não avançaram | Não avançaram |
| 24                | Eslováquia     | Nada Daabousová Diana Miškechová             | 76.6795      | 24           | Não avançaram | Não avançaram |
| 25                | Portugal       | Maria Gonçalves Cheila Vieira                | 76.2328      | 25           | Não avançaram | Não avançaram |
| 26                | Turquia        | Defne Bakırcı Mısra Gündeş                   | 76.1084      | 26           | Não avançaram | Não avançaram |
| 27                | Singapura      | Debbie Soh Miya Yong                         | 76.0941      | 27           | Não avançaram | Não avançaram |
| 28                | Egito          | Laila Mohsen Dara Tamer                      | 76.0662      | 28           | Não avançaram | Não avançaram |
| 29                | Hungria        | Janka Dávid Boglárka Gács                    | 75.8968      | 29           | Não avançaram | Não avançaram |
| 30                | Argentina      | Camila Arregui Trinidad López                | 75.5435      | 30           | Não avançaram | Não avançaram |
| 31                | Coreia do Sul  | Baek Seo-yeon Lee Ri-young                   | 74.8296      | 31           | Não avançaram | Não avançaram |
| 32                | Chéquia        | Karolína Klusková Aneta Mrázková             | 74.5514      | 32           | Não avançaram | Não avançaram |
| 33                | San Marino     | Jasmine Verbena Jasmine Zonzini              | 74.3178      | 33           | Não avançaram | Não avançaram |
| 34                | Sérvia         | Nevena Dimitrijević Jelena Kontić            | 74.2928      | 34           | Não avançaram | Não avançaram |
| 35                | Austrália      | Rose Stackpole Amie Thompson                 | 74.1141      | 35           | Não avançaram | Não avançaram |
| 36                | Chile          | Isidora Letelier Natalie Lubascher           | 73.3622      | 36           | Não avançaram | Não avançaram |
| 37                | Aruba          | Abigail de Veer Kyra Hoevertsz               | 72.3827      | 37           | Não avançaram | Não avançaram |
| 38                | Bulgária       | Aleksandra Atanasova Dalia Penkova           | 72.3751      | 38           | Não avançaram | Não avançaram |
| 39                | Polónia        | Gabriela Damentka Aleksandra Filipiuk        | 71.2235      | 39           | Não avançaram | Não avançaram |
| 40                | Cuba           | Gabriela Alpajón Carelys Valdes              | 66.7881      | 40           | Não avançaram | Não avançaram |
| 41                | Nova Zelândia  | Eva Morris Eden Worsley                      | 65.8879      | 41           | Não avançaram | Não avançaram |
| 42                | África do Sul  | Emma Manners-Wood Laura Strugnell            | 65.4588      | 42           | Não avançaram | Não avançaram |
| 43                | Costa Rica     | Natalia Jenkins Valeria Lizano               | 63.9830      | 43           | Não avançaram | Não avançaram |
| 44                | Tailândia      | Pongpimporn Pongsuwan Arpapat Saengrusamee   | 62.1222      | 44           | Não avançaram | Não avançaram |
| 45                | Macau          | Chan Chi Ian Chan Ka Hei                     | 60.7235      | 45           | Não avançaram | Não avançaram |